# Herman von Stahl
Samuel Herman von Stahl, född 10 september 1802 i Borås, död 17 juli 1833 i Stockholm, var en svensk löjtnant, litograf och målare.  
Han var son till häradshövdingen Samuel Ståhl (adlad von Stahl) och Anna Hedvig Brink och från 1831 gift med Selma Fredrika Amalia Ortman och far till Herminie Sjöstrand. von Stahl blev sergeant vid Västergötlands regemente 1819, fänrik 1820 och adjutant samma år men övergav sin militära karriär 1822 för att ägna sig åt konstnärligt skapande. Han studerade konst för Fredric Westin och nådde en viss framgång som porträttmålare. Han medverkade i Konstakademiens utställning 1829 där han visade upp porträtt av aktören Almlöf och premiärlöjtnant Coyet. Till hans mer kända verk hör kopian av Westins porträtt av hertig Carl av Skåne. Stahl är representerad vid Nationalmuseum i Stockholm.